# Лисснер, Ивар
Ивар Лисснер (нем. Ivar Lissner, 23 апреля 1909, Ливенгоф, Витебская губерния, Российская империя — сентябрь 1967, Шезьер (Chesières; ныне — в составе Оллона), Швейцария) — двойной агент абвера и советской разведки в Маньчжурии во время Второй мировой войны, журналист, писатель

.

## Биография
Лисснер был сыном рижского биржевого маклера немецко-еврейского происхождения. В 1918 году он с семьей эмигрировал в Германию. Ивар Лисснер получил юридическое образование в Германии и Франции.
В 1933 году Лисснер вступил в НСДАП, в 1936 году получил степень доктора юриспруденции и совершил путешествие по США, Канаде, Африке и странам Средиземноморья. После этого путешествия написал и издал книгу «Народы и континенты» («Völker und Kontinente»). На него обратила внимание нацистская газета «Дер Ангрифф», где также стали появляться его статьи. Однако в январе 1937 года на Лисснера поступил донос, что в его жилах течёт еврейская кровь. Гестапо начало дело против его отца о подделке удостоверения об арийском происхождении, которое, однако, было прекращено за недостатком доказательств.
В начале лета 1938 года издательство «Ханза» послало Лисснера в Японию; одновременно он получил задание и от редакции «Ангриффа». Перед этим Лисснер отправился в оккупированную японцами Маньчжурию. Там он, благодаря знанию русского языка, принял участие в допросах японской разведкой высокопоставленного советского перебежчика Генриха Люшкова. В 1939 году Лисснер стал корреспондентом немецких газет в Японии и Маньчжурии, а также доверенным лицом немецкого посла в Японии Ойгена Отта.
Осенью 1939 года отец Лисснера был вторично арестован гестапо и на этот раз был признан полностью виновным в подделке документов, подтверждавших его арийское происхождение. Лисснер стал агентом абвера, который в обмен на это добился освобождения отца Лисснера и разрешения для родителей Лисснера уехать в Шанхай. Лисснер вступил в контакт с белоэмигрантом Родзаевским, который работал на японскую разведку. Через него Лисснер получал информацию об СССР.
Затем Лисснер познакомился с работниками советского консульства в Харбине и предложил им взаимовыгодный крупномасштабный обмен. Взамен информации о Красной Армии он передавал им сведения о японских вооруженных силах. А. И. Уткин в книге «Вторая мировая война» пишет, что советская разведка передавала через Лисснера немцам стратегическую дезинформацию. Абвер считал Лисснера ценным источником информации.
Представитель РСХА в Японии Майзингер, получив информацию о связи Лисснера с советским консульством, пришёл к выводу о том, что Лисснер — советский шпион. В июне 1942 года Майзингер донёс на него японцам как на лицо, занимающееся промышленным шпионажем в пользу СССР против Японии. В июне 1943 года Лисснер был арестован японской контрразведкой, подвергся пыткам, но был выпущен на свободу в начале 1945 года, когда была выяснена его невиновность.
В 1947 году Лисснер уехал из Японии в ФРГ, там являлся главным редактором иллюстрированного журнала «Кристалл», затем уехал в Швейцарию. Опубликовал книги «Так они жили» («So habt ihr gelebt») и «И все же, Бог был» («Aber Gott war da»), ставшие бестселлерами, а также мемуары «Забыть, но не простить» («Vergessen, aber nicht vergeben»).